# Galeruca monticola
Galeruca monticola is een keversoort uit de familie bladkevers (Chrysomelidae). De wetenschappelijke naam van de soort werd in 1850 gepubliceerd door Ernst August Hellmuth von Kiesenwetter.